# Агњешка Радвањска
Агњешка Рома Радванска (пољ. Agnieszka Roma Radwańska) бивша је пољска тенисерка.
Тенисом се почела бавити у петој години, уз помоћ оца Роберта који јој је био тренер и током каријере. Често игра и у пару са млађом сестром Уршулом. Професионално је почела играти марта 2005. У каријери је освојила у двадесет ВТА турнира у појединачној конкуренцији, укључујући и Завршни турнир сезоне и пет Обавезних Премијер / Премијер 5 турнира.
Најбољи пласман на ВТА ранг листи је имала 9. јула 2012. када је заузимала 2. место. На Вимблдону 2012. године пласирала се у своје прво финале гренд слем турнира и тиме је постала прва пољска тенисерка у финалу овог турнира. Заједно са Јежијем Јановичем је донела Пољској трофеј Хопман купа 2015. године.

### Пласман на ВТА листи на крају сезоне
| Година  | 2004 | 2005 | 2006 | 2007 | 2008 | 2009 | 2010 | 2011 | 2012 |
| Пласман | 941  | 381  | 57   | 26   | 10   | 10   | 14   | 8    | 4    |

## Резултати Агњешке Радвањске

### Победе појединачно (13)
| Бр. | Датум    | Турнир       | Катего- рија | $      | Подлога      | Противница        | Резултат          |
| --- | -------- | ------------ | ------------ | ------ | ------------ | ----------------- | ----------------- |
| 1   | 30/07/07 | Стокхолм     | IV           | 145000 | Тврда (от)   | Вера Душевина     | 6-1, 6-1          |
| 2   | 4/02/08  | Патаја       | IV           | 170000 | Тврда (от)   | Џил Крејбас       | 6-2, 1-6, 7-6(4)  |
| 3   | 19/05/08 | Истанбул куп | III          | 200000 | Земља (отв.) | Јелена Дементјева | 6-3, 6-2          |
| 4   | 16/06/08 | Истборн      | II           | 600000 | Трава (отв.) | Нађа Петрова      | 6-4, 6-7(11), 6-4 |

### Порази у финалу појединачно (8)
Ниједан

### Победе у игри парова (2)
| Бр. | Датум    | Турнир       | Катего- рија | Наградни фонд $ | Подлога     | Партнерка        | Противници              | Резултат |
| --- | -------- | ------------ | ------------ | --------------- | ----------- | ---------------- | ----------------------- | -------- |
| 1   | 21/05/07 | Истанбул куп | III          | 200000          | Земља (от.) | Уршула Радвањска | Јунг Чан Ђан Сања Мирза | 6-1, 6-3 |

### Порази у финалу у игри парова (2)
Ниједан

## Учешће наГренд слемтурнирима

### Појединачно
| Година | Аустралијан Опен | Аустралијан Опен   | Ролан Гарос | Ролан Гарос     | Вимблдон     | Вимблдон           | Ју-Ес Опен | Ју-Ес Опен      |
| ------ | ---------------- | ------------------ | ----------- | --------------- | ------------ | ------------------ | ---------- | --------------- |
| 2006.  | -                | -                  | -           | -               | 4 коло       | Ким Клајстерс      | 2 коло     | Татјана Головин |
| 2007   | 2 коло           | Ана Ивановић       | 1 коло      | Мара Сантанђело | 3 коло       | Светлана Кузњецова | 4 коло     | Шахар Пер       |
| 2008   | четврт- финале   | Данијела Хантухова | 4 коло      | Јелена Јанковић | четвртфинале | Серена Вилијамс    | -          | -               |

### У игри парова
| Година | Аустралијан Опен     | Аустралијан Опен       | Ролан Гарос         | Ролан Гарос              | Вимблдон          | Вимблдон                | Ју-Ес Опен        | Ју-Ес Опен               |
| ------ | -------------------- | ---------------------- | ------------------- | ------------------------ | ----------------- | ----------------------- | ----------------- | ------------------------ |
| 2007   | 1 коло М. Домаховска | Вања Кинг Ј. Костанић  | 3 коло М Крајичек   | Ј. Хусарова Меган Шонеси | 3 коло М Крајичек | Квјета Пешке Рене Стабс | 2 коло М Крајичек | К. Среботник Ај Сугијама |
| 2008   | 1 коло М Крајичек    | Су Веј Сје Кудрајвцова | 1 коло У. Радвањска | М. Гаригес Р. Пасквал    | 2 коло Домаховска | С. Вилијамс В. Вилијамс | -                 | -                        |

### Учешће уФед купу
детаљи: (језик: енглески) fedcup.com